# Хилдерих
Хилдерих (лат: Hildericus или Hilderix, рођ. око 456 — убијен почетком септембра 533. год) био је претпоследњи краљ Вандала и Алана (523—530) и владар северноафричке Вандалске краљевине.
Хилдерих је рођен око 456. године у браку Хунериха, сина вандалског краља Гејсериха, и Еудокије, ћерке западноримског цара Валентинијана III. По Гејсериховом закону, краљевска власт се у Вандалској краљевству наслеђивала по принципу сениоријата тј најстарији члан владарске породице је аутоматски наслеђивао трон. Када је Трасамунд умро 6. маја 523. године, Хилдерих, који је већ био у поодмаклим годинама (имао је око 65) је постао нови краљ.
Као присталица аријанства Трасамунд је пред крај живота, након залечења Акакијеве шизме, првог великог црквеног раскола између Рима и Цариграда, постао подозрив према својим романским и православним поданицима. На самрти је заклео Хилдериха да не дозволи да се православном свештенству врате пређашње привилегије и црквена имовина. Међутим, Хилдерих се недуго по ступању на престо показао као најроманизованији међу вандалским краљевима. Као унук римског цара одбацио је аријанство и прихватио православље и показао се као пријатељ православног свештенства. Хилдерих је дозволио православнима да изаберу новог епископа Картагине и након тога наводно су многи Вандали прихватили православље. Врхунац његове романофилске политике било је ковање новца са ликом источноримског (византијског) цара Јустина I. У симболичном погледу овај потез је означио прихватање врховне власти римског цара.
Хилдерихова политика изазвала је незадовољство на двору. Прво се побунила удовица бившег владара Амалафрида, сестра остроготског краља Италије, Теодорика. Хилдерих је прво погубио њену готску пратњу и након тога краљица је побегла из Картагине и склонила се међу берберска племена. Ипак, Хилдерихови људи су је недуго затим заробили и Амалафрида је умрла у тамници. Њен брат Теодорик је одмах посумњао на убиство и почео је да опрема флоту која би казнила вандалског краља, али је и сам умро током припрема 526. године.
Због својих година Хилдерих није био у стању да лично предводи војску у борбама против одметнутих берберских (маварских) племена која су још од краја 5. века одбацила вандалску власт у залеђу афричке обале. Хилдерих је против Бербера послао једног од својих нећака, Хоамера, али је овај војни поход доживео крах. Краљ је тада ангажовао свог синовца и престолонаследника Гелимера да покрене нови поход на Мавре. Гелимер је био успешан и затим је своју новостечену популарност искористио да уз подршку аријанског племства свргне Хилдериха 19. маја 530. године.
Након што су Хилдерих, Хоамер и њихове присталице утамничене и византијски цар Јустинијан I је затражио њихово ослобађање. У ствари, Јустинијан је желео да обнови римску власт у западном Медитерану и тражио је прилику да се умеша у унутрашње трзавице међу Вандалима. Захваљујући уклањању Амалафриде, Остроготи су спремно дозволили византијском војсковођи Велизару да употреби Сицилију као базу за свој поход Вандале. Када се почетком септембра 533. године Велизар са 16 000 ратника искрцао на обали данашњег Туниса, Гелимер је неразборито погубио Хилдериха. Велизар је сада затражио обнову римске власти у Африци и крајем марта 534. освајање Вандалске краљевине је завршено.
Победоносни војсковођа је у Константинопољ одвео Гелимера и групу угледних вандалских заробљеника међу којима су била и Хилдерихова деца и унуци. Прокопије из Цезареје бележи да су Хилдерихови потомци били богато обдарени од Јустинијана и његове супруге Теодоре. Прокопије је Хилдериха описао као благог и предусетљивог, али и нератоборног владара.